# اريك غوندرسون
اريك غوندرسون (بالإنجليزية: Eric Gunderson) هو لاعب كرة قاعدة أمريكي، ولد في 29 مارس 1966 في بورتلاند في الولايات المتحدة.

## وصلات خارجية
- اريك غوندرسون على موقعبيزبول رفرنس.كوم (الدوري الرئيسي) (الإنجليزية)
- اريك غوندرسون على موقعبيزبول رفرنس.كوم (الدوري الثانوي) (الإنجليزية)